# Andreas Nicolai

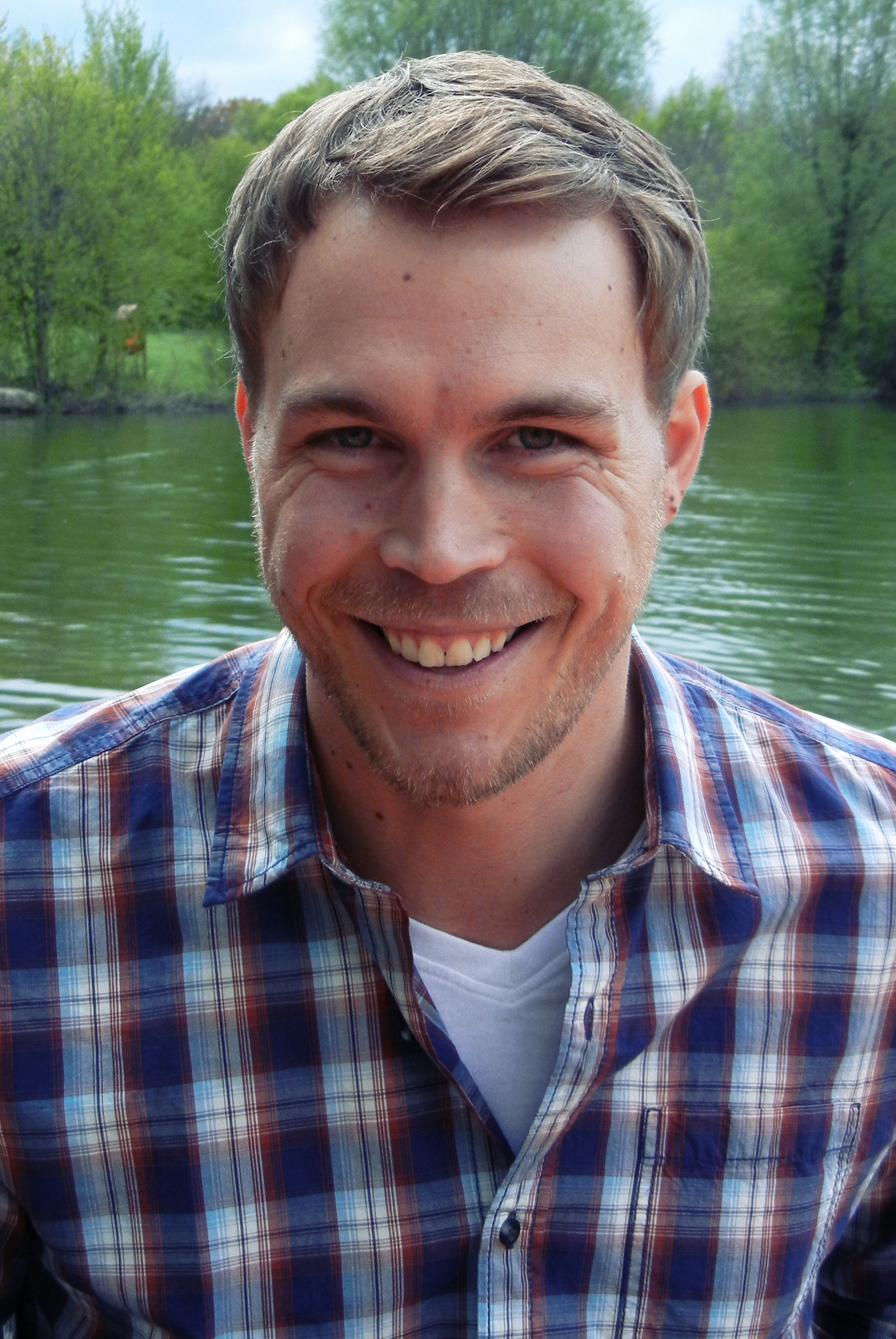
Andreas Nicolai (2013)

Andreas Nicolai (* 17. März 1986 in München, Bayern) ist ein deutscher Filmeditor.

## Leben
Andreas Nicolai begann 2007 ein Studium an der Filmakademie Baden-Württemberg mit dem Schwerpunkt Montage/Schnitt. 2011 verwirklichte er den englischsprachigen Kurzfilm Merry Christmas Bob in eigener Regie, während eines Studienjahres an der Ryerson University in Toronto. 2012 arbeiteten Matthias Koßmehl und er zusammen am Kurzfilm Welcome to Bavaria. Mit Heimat Osten schnitt er im selben Jahr den ersten abendfüllenden Dokumentarfilm, mit dem er sein Studium an der Filmakademie abschloss. Seit 2013 arbeitet er als selbstständiger Filmeditor in München. 2016 kamen zwei von ihm geschnittene Langfilme in die Kinos: Der szenische Film Trash Detective von Maximilian Buck und der Dokumentarfilm Café Waldluft von Matthias Koßmehl.

## Filmografie (Auswahl)
- 2012: Heimat Osten (Dokumentarfilm)
- 2013: Welcome to Bavaria! (Kurzfilm)
- 2014: DiePrüfung. (Kurzfilm)
- 2015: Café Waldluft (Kino-Dokumentarfilm)
- 2015: Trash Detective (Szenischer Kinofilm)
- 2015: Wert der Arbeit // Sweepers pride (Kurzfilm)
- 2016: Rose (Kurzfilm)
- 2017: Different Bayern (Kurzfilm)